# Hadena germaniciae
Hadena germaniciae är en fjärilsart som beskrevs av Charles Boursin 1959. Hadena germaniciae ingår i släktet Hadena och familjen nattflyn. Inga underarter finns listade i Catalogue of Life.